# Bruisyard
Bruisyard – wieś w Anglii, w hrabstwie Suffolk. Leży 28 km na północny wschód od miasta Ipswich i 135 km na północny wschód od Londynu.